# Essuiles
Essuiles, appelé également Essuiles-Saint-Rimault, est une commune française située dans le département de l'Oise en région Hauts-de-France.
.

## Géographie

### Description
Essuiles est une commune rurale du Beauvaisis située à 69 km au nord de Paris, 16 km à l'est de Beauvais, 39 km à l'ouest de Compiègne et à 46 km au sud d'Amiens. Elle est desservie par l'ancienne route nationale 38 et est aisément accessible depuis l'autoroute A16.
En 1835, Louis Graves indiquait que « le territoire de cette commune est situé en très-grande partie sur la rive .occidentale de la rivière de Brêche, dont la vallée le parcourt du nord eu midi. Plusieurs. bosquets épars, dans le pays lui donnent un aspect couvert. Une plaine de céréales s'étend vers
l'occident.
Le chef-lien, placé sur la pente. de la vallée, ne compte pas plus de quinze feux ».

### Communes limitrophes
| Haudivillers         | Montreuil-sur-Brêche | Le Quesnel-Aubry       |
| Fouquerolles         | Essuiles             | Le Plessier-sur-Bulles |
| Le Fay-Saint-Quentin | Rémérangles          | Bulles                 |

### Géologie et relief
La commune d'Essuiles a été établie dans la haute vallée de la Brêche sur le plateau picard, dont le point culminant se situe à 146 mètres d'altitude au niveau du tripoint Essuiles-Montreuil-sur-Brêche-Haudivillers. La vallée de la Brêche, orientée vers le sud, fait converger de nombreuses vallées sèches : la vallée de la Belle Crête, la Grande Vallée ou vallée de Guerlanquant prolongée par la vallée d'Essuiles au centre et la vallée Talma au nord sur la rive gauche, la vallée Marguerite sur la rive droite. Entre elles communiquent plusieurs interfluves appelés « montagnes », tel avec la Montagne de Bourgogne (146 mètres d'altitude) dominant la Brêche d'environ 50 mètres au nord de la commune. L'église d'Essuiles se situe à 55 mètres, le hameau de Saint-Rimault et la ferme de la Tour à 125 mètres, le pont d'Hatton à 82 mètres, la ferme d'Essuilet à 83 mètres, le moulin de Becquerel à 84 mètres et le pont de Coiseaux à 87 mètres au-dessus du niveau de la mer. Essuiles se trouve en zone de sismicité 1, c'est-à-dire très faiblement exposée aux risques de tremblement de terre.

### Hydrographie

#### Réseau hydrographique
La commune est située dans le bassin Seine-Normandie. Elle est drainée par la Brèche et le cours d'eau 01 du Coin Godard,,.
La Brèche, d'une longueur de 45 km, prend sa source dans la commune de Reuil-sur-Brêche et se jette  dans l'Oise à Villers-Saint-Paul, après avoir traversé 22 communes. Les vallées attenantes ne sont pas alimentées par des cours d'eau permanents, mais par les ruissellements. Depuis l'amont, elle traverse le hameau de Coiseaux puis le moulin de Becquerel avant de rejoindre le hameau d'Hatton et de quitter la commune vers Bulles. Les zones les plus basses du territoire au sud sont situées au-dessus de nappes phréatiques sous-affleurantes.

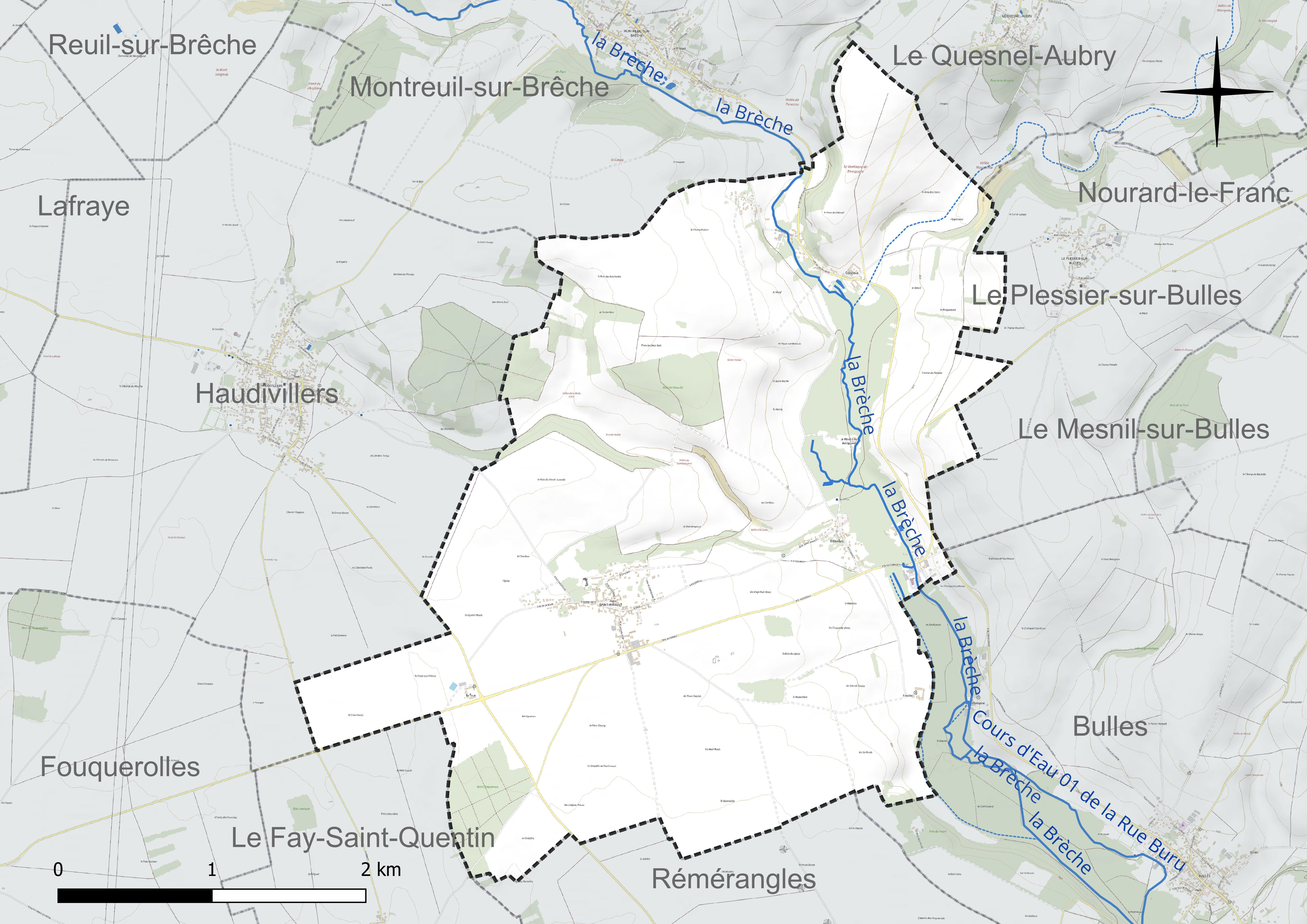
Réseau hydrographique d'Essuiles.

#### Gestion et qualité des eaux
Le territoire communal est couvert par le schéma d'aménagement et de gestion des eaux (SAGE) « Sensée ». Ce document de planification concerne un territoire de 492 km2 de superficie, délimité par le bassin versant de la Brêche. Le périmètre a été arrêté le 9 février 2017 et le SAGE proprement dit a été approuvé le 25 novembre 2021. La structure porteuse de l'élaboration et de la mise en œuvre est le syndicat mixte du Bassin Versant de la Brèche (SMBVB).
La qualité des cours d'eau peut être consultée sur un site dédié géré par les agences de l'eau et l'Agence française pour la biodiversité.

### Climat
Pour des articles plus généraux, voir Climat des Hauts-de-France et Climat de l'Oise.
En 2010, le climat de la commune est de type climat océanique dégradé des plaines du Centre et du Nord, selon une étude du CNRS s'appuyant sur une série de données couvrant la période 1971-2000. En 2020, Météo-France publie une typologie des climats de la France métropolitaine dans laquelle la commune est exposée à un climat océanique et est dans la région climatique Nord-est du bassin Parisien, caractérisée par un ensoleillement médiocre, une pluviométrie moyenne régulièrement répartie au cours de l'année et un hiver froid (3 °C).
Pour la période 1971-2000, la température annuelle moyenne est de 10,4 °C, avec une amplitude thermique annuelle de 14,3 °C. Le cumul annuel moyen de précipitations est de 665 mm, avec 11,7 jours de précipitations en janvier et 7,9 jours en juillet. Pour la période 1991-2020, la température moyenne annuelle observée sur la station météorologique la plus proche, située sur la commune de Tillé à 12 km à vol d'oiseau, est de 11,0 °C et le cumul annuel moyen de précipitations est de 655,5 mm,. Pour l'avenir, les paramètres climatiques de la commune estimés pour 2050 selon différents scénarios d'émission de gaz à effet de serre sont consultables sur un site dédié publié par Météo-France en novembre 2022.

### Milieux naturels et biodiversité
Hormis les espaces bâtis couvrant 50 hectares pour 4 % de la surface communale, le territoire comprend plus de 78 % d'espaces cultivés sur 1 066 hectares ainsi que 24 hectares de vergers et de prairies. Il subsiste de nombreux bois n'ayant pas été défrichés, le bois sur les Vignes, le bois de Vieuville, le bois des Brochettes au nord ainsi que le bois Choquereau et le bois des Bâtis au sud. Le fond de la vallée de la Brêche est complètement boisé, comme les coteaux de la vallée sèche d'Essuiles et du larris du cul de Lampe. Cet ensemble boisé de 220 hectares couvre 16 % du terroir,.
Le coteau boisé dit Larris du Cul de Lampe, près de la commune du Plessier-sur-Bulles, constitue une zone Natura 2000 inscrite dans l'ensemble du réseau de coteaux crayeux du Beauvaisis ainsi qu'une zone naturelle d'intérêt écologique, faunistique et floristique de type 1. Les rives de la Brêche sont également inscrits en zone naturelle d'intérêt écologique, faunistique et floristique de type 1 (Réseau de cours d'eau Salmonicoles du Plateau Picard). La vallée de la Brêche constitue un corridor écologique potentiel.

## Urbanisme

### Typologie
Au 1er janvier 2024, Essuiles est catégorisée commune rurale à habitat dispersé, selon la nouvelle grille communale de densité à sept niveaux définie par l'Insee en 2022.
Elle est située hors unité urbaine. Par ailleurs la commune fait partie de l'aire d'attraction de Beauvais, dont elle est une commune de la couronne,. Cette aire, qui regroupe 162 communes, est catégorisée dans les aires de 50 000 à moins de 200 000 habitants,.

### Occupation des sols
L'occupation des sols de la commune, telle qu'elle ressort de la base de données européenne d'occupation biophysique des sols Corine Land Cover (CLC), est marquée par l'importance des territoires agricoles (85,7 % en 2018), une proportion sensiblement équivalente à celle de 1990 (86,1 %). La répartition détaillée en 2018 est la suivante : 
terres arables (80,7 %), forêts (12,1 %), zones agricoles hétérogènes (5 %), zones urbanisées (2,2 %). L'évolution de l'occupation des sols de la commune et de ses infrastructures peut être observée sur les différentes représentations cartographiques du territoire : la carte de Cassini (XVIIIe siècle), la carte d'état-major (1820-1866) et les cartes ou photos aériennes de l'IGN pour la période actuelle (1950 à aujourd'hui).

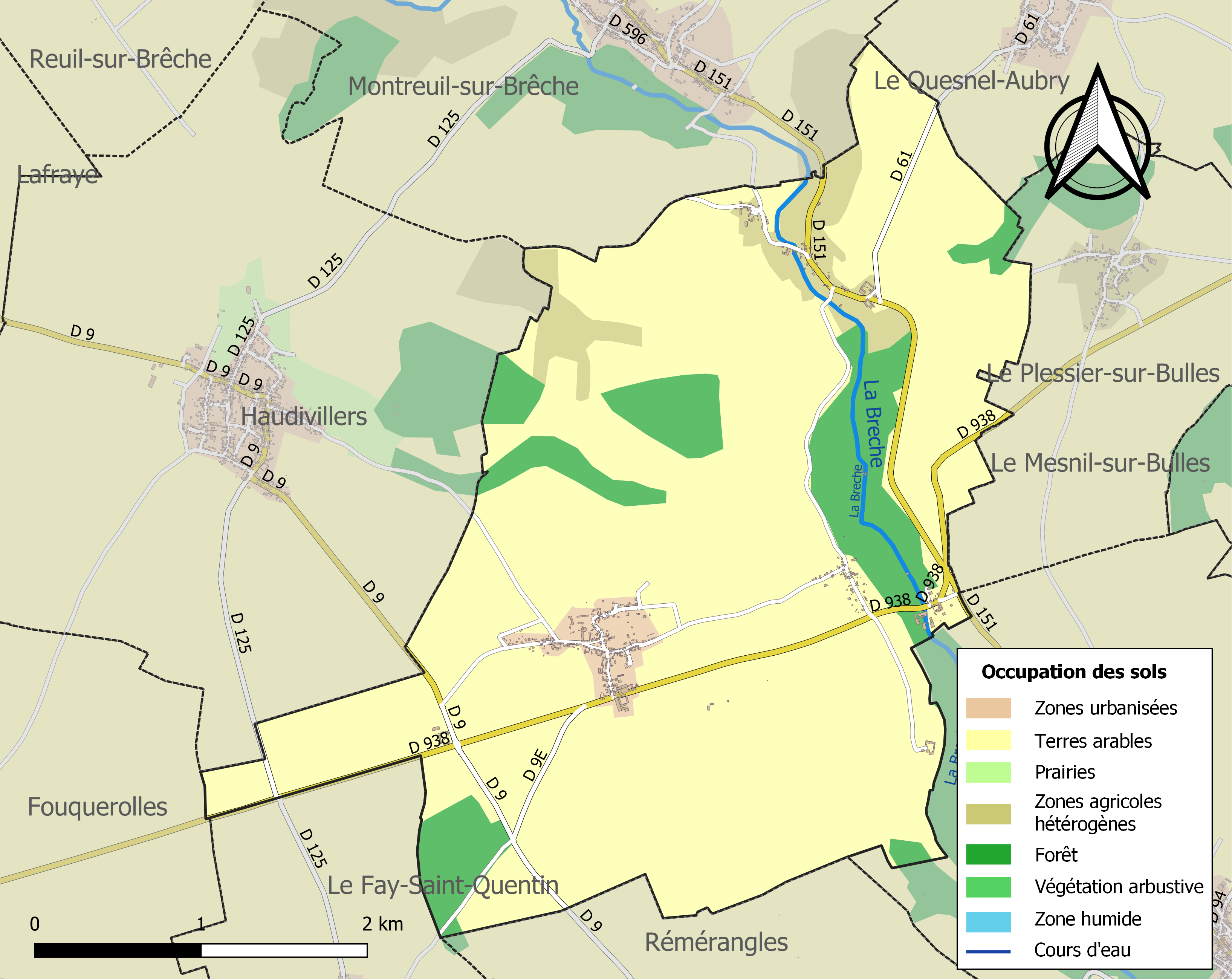
Carte des infrastructures et de l'occupation des sols de la commune en 2018 (CLC).

### Morphologie urbaine
L'essentiel de l'espace bâti ne se concentre pas au chef-lieu d'origine mais à Saint-Rimault. L'ensemble des hameaux prennent la forme de villages groupés.

### Hameaux et lieux-dits
La commune possède trois hameaux et trois lieux-dits:
- Saint-Rimault au centre, où se trouve la mairie et la place principale, possède sa propre église. Il s'étend jusqu'à la D 938.
- Coiseaux au nord, au bord de la Brêche sur la D 151 et la D 61.
- Hatton à l'est, établi à l'emplacement d'un moulin à eau sur la Brêche au croisement des RD 938 et RD 151.
  - La ferme de La Tour à l'ouest, à l'intersection des RD 938 et RD 9
  - La ferme d'Essuilet au sud dans la vallée de la Brêche
  - Le moulin de Becquerel entre Coiseaux et Hatton

### Habitat et logement
En 2019, le nombre total de logements dans la commune était de 236, alors qu'il était de 235 en 2014 et de 209 en 2009.
Parmi ces logements, 91,9 % étaient des résidences principales, 5,1 % des résidences secondaires et 3 % des logements vacants. Ces logements étaient pour 94,3 % d'entre eux des maisons individuelles et pour 4,8 % des appartements.
Le tableau ci-dessous présente la typologie des logements à Essuiles en 2019 en comparaison avec celle de l'Oise et de la France entière. Une caractéristique marquante du parc de logements est ainsi une proportion de résidences secondaires et logements occasionnels (5,1 %) supérieure à celle du département (2,4 %) et à celle de la France entière (9,7 %). Concernant le statut d'occupation de ces logements, 84,6 % des habitants de la commune sont propriétaires de leur logement (83 % en 2014), contre 61,4 % pour l'Oise et 57,5 pour la France entière.
| Typologie                                               | Essuiles | Oise | France entière |
| ------------------------------------------------------- | -------- | ---- | -------------- |
| Résidences principales (en %)                           | 91,9     | 90,4 | 82,1           |
| Résidences secondaires et logements occasionnels (en %) | 5,1      | 2,4  | 9,7            |
| Logements vacants (en %)                                | 3        | 7,1  | 8,2            |

### Voies de communications et transports
La commune est traversée par cinq routes départementales : par ordre d'importance la RD 938, la RD 9, la RD 9E, la RD 151 et la RD 61.
La route départementale 938, qui est l'ancienne Route nationale 38 reliant Beauvais à La Fère dans l'Aisne, traverse la commune d'ouest en est en reprenant le tracé de l'ancienne chaussée Brunehaut en passant par la ferme de la Tour et les hameaux de Saint-Rimault (kilomètre 15) et d'Hatton. 
La route départementale 9, d'Auchy-la-Montagne à La Rue-Saint-Pierre entre furtivement sur le territoire en croisant la RD 938 au niveau de la ferme de la Tour. Une annexe s'en détache, la RD 9E, permettant un accès plus direct à Saint-Rimault depuis Rémérangles. La route départementale 151, d'Agnetz à Grandvilliers longe la rive droite de la Brêche par les hameaux d'Hatton et de Coiseaux. La route départementale 61 se détache de la RD 151 à Coiseaux pour se diriger vers Le Quesnel-Aubry 
jusqu'à Hardivillers. Les différents hameaux et lieux-dits sont reliés entre eux ainsi qu'aux communes voisines par un réseau de plusieurs routes communales.
La station de chemin de fer  la plus proche est la  gare de Saint-Just-en-Chaussée à 11 km à l'est, desservie par des trains TER Hauts-de-France assurant des liaisons entre les gares de Paris-Nord et d'Amiens.
La commune est desservie, en 2023, par les lignes 613, 619 et 6111 du réseau interurbain de l'Oise. La commune fait partie du réseau TADAM, service de transport collectif à la demande, mis en place à titre expérimental par la communauté de communes du Plateau Picard. Elle est reliée à l'un des 8 points de destination situés à Saint-Just-en-Chaussée, Maignelay-Montigny, La Neuville-Roy et Tricot au départ des 98 points d'origine du territoire. Une navette de regroupement pédagogique intercommunal (ligne 6632) mise en place avec les écoles du Fay-Saint-Quentin et Rémérangles s'arrête dans les différents hameaux de la commune.
L'aéroport de Beauvais-Tillé se trouve à 13 km à l'ouest et l'aéroport de Paris-Charles-de-Gaulle se situe à 55 km au sud-est. Il n'existe pas de liaisons par transports en commun entre la commune et ces aéroports.

## Toponymie
La localité a été désignée comme Essuiles,  Essuilles, (Exulium, Essulium, Esvilla, Exula).

## Histoire
Sous l'Ancien Régime, Essuiles relevait du comté de Beauvais.
Le hameau de Saint-Rimault (Sanctus Ranoidas ou Rinoldies) était déjà en 1835 plus important que le chef-lieu, et avait été une seigneurie assez importante relevant du comté de Clermont. Cette seigneurie avait haute, moyenne et basse justice.
La ferme de La Tour était un fief distinct qui avait autrefois sa chapelle et son château.
Coizeaux appartenait au chapitre de Beauvais auquel il avait été donné en 1165 par Renaud, seigneur de Bulles, en dédommagement d'un forfait qu'il avait commis contre les chanoines.
En 1835, Essuiles comptait une carrière et trois .moulins à eau. Une partie de la population fabriquait des toiles de  lin et d'autres habiutants travaillaient comme charpentiers dans les villes voisines..

## Politique et administration

### Rattachements administratifs et électoraux

#### Rattachements administratifs
La commune se trouve depuis 1942 dans l'arrondissement de Clermont du département de l'Oise.
Elle faisait partie depuis 1802 du canton de Saint-Just-en-Chaussée. Dans le cadre du redécoupage cantonal de 2014 en France, cette circonscription administrative territoriale a disparu, et le canton n'est plus qu'une circonscription électorale.

#### Rattachements électoraux
Pour les élections départementales, la commune est membre depuis 2014 d'un nouveau canton de Saint-Just-en-Chaussée
Pour l'élection des députés, elle fait partie de la première circonscription de l'Oise.

### Intercommunalité
Essuiles est membre de la communauté de communes du Plateau Picard, un établissement public de coopération intercommunale (EPCI) à fiscalité propre créé fin 1999 et auquel la commune a transféré un certain nombre de ses compétences, dans les conditions déterminées par le code général des collectivités territoriales.

### Liste des maires
| Période                                  | Période                   | Identité         | Étiquette | Qualité                                      |
| ---------------------------------------- | ------------------------- | ---------------- | --------- | -------------------------------------------- |
| Les données manquantes sont à compléter. |                           |                  |           |                                              |
| mars 2001                                | 2008                      | Régis Flamand    | DVD       |                                              |
| mars 2008                                | En cours (au 31 mai 2022) | Régis Vandewalle |           | Agriculteur Réélu pour le mandat 2020-20260, |

## Équipements et services publics

### Eau et déchets
En 2021, l'adduction en eau potable est assurée pour le Syndicat intercommunal des eaux d'Essuiles-Saint-Rimault par Veolia Eau.
Un château d'eau a été bâti au hameau de Saint-Rimault et une station de pompage qui dessert également Rémérangles, Le Fay-Saint-Quentin et Haudivillers se situe près du village,.

### Enseignement
Les enfants de la commune sont scolarisés avec ceux du Fay-Saint-Quentin, de Rémérangles dans le cadre d'un regroupement pédagogique intercommunal, dont deux écoles sont implantées dans la commune ; celle d'Essuiles accueille une classe de CPE/CE1 et celle de Saint-Rimault une classe de CM1/CM2. La restauration scolaire et l'accueil périscolaire  sont assurés au Fay-Saint-Quentin.

### Autres équipements
La société protectrice des animaux (SPA) a installé fin 2017 un refuge pour animaux abandonnés à la Ferme d'Essuilet, dans une petite rue en cul-de-sac,

## Population et société

### Démographie

#### Évolution démographique
L'évolution du nombre d'habitants est connue à travers les recensements de la population effectués dans la commune depuis 1793. Pour les communes de moins de 10 000 habitants, une enquête de recensement portant sur toute la population est réalisée tous les cinq ans, les populations de référence des années intermédiaires étant quant à elles estimées par interpolation ou extrapolation. Pour la commune, le premier recensement exhaustif entrant dans le cadre du nouveau dispositif a été réalisé en 2007.

En 2022, la commune comptait 520 habitants, en évolution de −7,14 % par rapport à 2016 (Oise : +0,87 %, France hors Mayotte : +2,11 %).
| 1793 | 1800 | 1806 | 1821 | 1831 | 1836 | 1841 | 1846 | 1851 |
| ---- | ---- | ---- | ---- | ---- | ---- | ---- | ---- | ---- |
| 790  | 544  | 606  | 574  | 613  | 587  | 577  | 555  | 554  |

| 1856 | 1861 | 1866 | 1872 | 1876 | 1881 | 1886 | 1891 | 1896 |
| ---- | ---- | ---- | ---- | ---- | ---- | ---- | ---- | ---- |
| 519  | 510  | 475  | 442  | 437  | 444  | 438  | 396  | 398  |

| 1901 | 1906 | 1911 | 1921 | 1926 | 1931 | 1936 | 1946 | 1954 |
| ---- | ---- | ---- | ---- | ---- | ---- | ---- | ---- | ---- |
| 365  | 383  | 373  | 309  | 326  | 278  | 283  | 304  | 323  |

| 1962 | 1968 | 1975 | 1982 | 1990 | 1999 | 2006 | 2007 | 2012 |
| ---- | ---- | ---- | ---- | ---- | ---- | ---- | ---- | ---- |
| 321  | 279  | 251  | 313  | 391  | 452  | 521  | 533  | 555  |

| 2017 | 2022 | - | - | - | - | - | - | - |
| ---- | ---- | - | - | - | - | - | - | - |
| 560  | 520  | - | - | - | - | - | - | - |

#### Pyramide des âges
La population de la commune est relativement jeune.
En 2018, le taux de personnes d'un âge inférieur à 30 ans s'élève à 38,6 %, soit au-dessus de la moyenne départementale (37,3 %). À l'inverse, le taux de personnes d'âge supérieur à 60 ans est de 18,7 % la même année, alors qu'il est de 22,8 % au niveau départemental.
En 2018, la commune comptait 280 hommes pour 278 femmes, soit un taux de 50,18 % d'hommes, légèrement supérieur au taux départemental (48,89 %).
Les pyramides des âges de la commune et du département s'établissent comme suit.
| Hommes | Classe d’âge | Femmes |
| ------ | ------------ | ------ |
| 0,0    | 90 ou +      | 0,4    |
| 2,6    | 75-89 ans    | 4,8    |
| 14,2   | 60-74 ans    | 15,4   |
| 21,5   | 45-59 ans    | 22,8   |
| 21,9   | 30-44 ans    | 19,1   |
| 20,7   | 15-29 ans    | 16,7   |
| 19,1   | 0-14 ans     | 20,7   |

| Hommes | Classe d’âge | Femmes |
| ------ | ------------ | ------ |
| 0,5    | 90 ou +      | 1,4    |
| 5,5    | 75-89 ans    | 7,6    |
| 15,6   | 60-74 ans    | 16,3   |
| 20,8   | 45-59 ans    | 20     |
| 19,4   | 30-44 ans    | 19,4   |
| 17,6   | 15-29 ans    | 16,2   |
| 20,6   | 0-14 ans     | 19,1   |

## Culture locale et patrimoine

### Lieux et monuments
- Église Saint-Martin, située sur la rive droite de la Brêche, sur une position dominante qui la met à l'abri des crues. Elle est constituée par une nef unique du XIe siècle qui se poursuit par un chœur du XVIe siècle de style gothique flamboyant formé d'une simple travée droite et d'une abside à trois côtés, surmontée d'un petit clocher en charpente recouverte d'ardoises s'élevant à mi longueur
À l'intérieur se trouve une statue équestre de saint Martin, un tableau « Songes de saint Martin », une Vierge en majesté du XVIe siècle  et un remarquable retable en bois doré retable de la Passion du Christ de la première moitié du XVIe siècle, qui a conservé ses six volets peints représentant la Cène, la Pentecôte, l'Ascension du Christ et des scènes de la vie d'un saint et de la Vierge[40].
- Chapelle chapelle Saint-Rimault du XVIe siècle à Saint-Rimault.
- Château : composé de restes d'un ancien édifice du XIVe siècle et d'un manoir moderne[1]. Dans le parc du château se trouve l'ancienne chapelle Saint-Jacques, créée avant 1220[1].
- Monument aux morts
- Moulins à eau :
  - Moulin de Coiseaux : Il appartenait à Félix-Olivier Bachimont et servait à la fabrication de l'huile. Acheté en 1884 par un boulanger qui fabriquait farine et pain, il a été transformé en ferme en 1904. En 1914, il est acheté par Thibault Diémold et en 1920 par monsieur Jean Buron, cultivateur.
  - Moulin Becquerel ou Becqueret : à un seul tournant, moulin à blé, il est construit en 1794. De 1886 à 1901, il a une double utilisation, servant la nuit  au meunier et le jour à actionner la roue d'une scierie d'os pour le compte d'un fabricant de brosses du Fay-Saint-Quentin. En 1938, on y fabriquait encore des aliments pour bétail.

### Personnalités liées à la commune
Le nom de certains seigneurs de Saint-Rimault nous est parvenu : 
- Jean Dargillière, seigneur de Breuil-le-Vert, est l'un des commissaires nommés en 1485 pour la effectuer la délimitation de l'élection nouvellement érigée à Clermont. Pierre II de Bourbon,  sire de Beaujeu , lui donne en 1485 la terre de Saint-Rimault qui avait été confisquée à  Olivier le Daim, barbier et valet de chambre du roi Louis XI, pendu en 1484[1].
- M. de Gaudechart de Bachivillers, lieutenant-général qui commandait  l'un des deux régiments levés en 1656 par la ville de Beauvais pour empêcher l'invasion de la Picardie, en était le possesseur au début du XVIIIe siècle[1].
- Son fils  qu'on nommait le marquis de Bachivillers, lieutenant-général qui avait commandé l'aile droite de l'armée à la bataille de La Marsaille, la possédait en 1669. Son fils puîné appelé le comte d'Essuile en hérite[1].
- La comtesse de Runnes, nièce de celui-ci, en est propriétaire en 1727. Son fils, le seigneur de Baraudier, comte de La .Chaussée-d'Eu, en hérite[1].
- En 1777, cette terre est vendue par autorité de justice à M. de Broé, ancien premier commis des finances[1].